# Oron-la-Ville

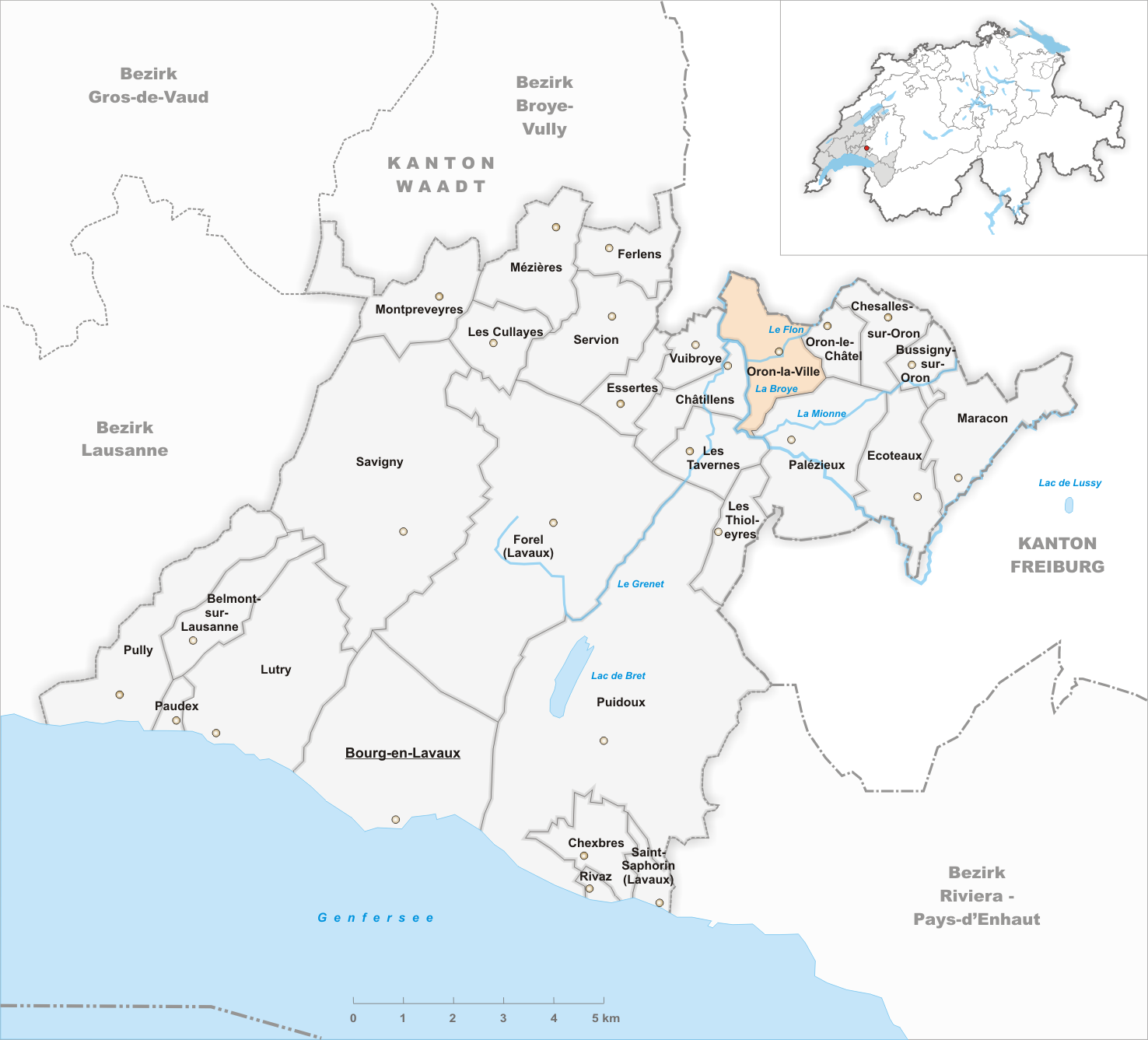
Gemeindestand vor der Fusion am 31. Dezember 2011

Oron-la-Ville war bis zum 31. Dezember 2011 eine politische Gemeinde und Hauptort des Bezirks Lavaux-Oron des Kantons Waadt in der Schweiz. Zur Römerzeit hiess der Ort Uromagus. Am 1. Januar 2012 fusionierte sie mit Bussigny-sur-Oron, Châtillens, Chesalles-sur-Oron, Ecoteaux, Oron-le-Châtel, Palézieux, Les Tavernes, Les Thioleyres und Vuibroye zur neuen Gemeinde Oron.

## Geographie
Oron-la-Ville liegt auf 631 m ü. M., 16 Kilometer ostnordöstlich der Kantonshauptstadt Lausanne (Luftlinie). Das Dorf erstreckt sich beidseits des Baches Le Flon, in einem breiten Talkessel am Oberlauf der Broye, östlich der Höhen des Jorat, in der östlichen Randzone des Waadtländer Mittellandes.
Die Fläche des 3,1 km² grossen ehemaligen Gemeindegebiets umfasst einen Abschnitt des oberen Broyetals und der angrenzenden Hänge. Die westliche Grenze bildet der leicht gewundene Lauf der Broye. Von hier erstreckt sich der ehemalige Gemeindeboden ostwärts über die breite Talniederung bis auf die angrenzenden unteren Hänge des voralpinen Molassehügellandes und in das Tal des Flon. Nahe dem Wald Bois de l'Erberey wird mit 707 m ü. M. der höchste Punkt von Oron-la-Ville erreicht. Ganz im Süden umfasst das Gebiet auch den Bois de Chaney. Von der ehemaligen Gemeindefläche entfielen 1997 17 % auf Siedlungen, 15 % auf Wald und Gehölze und 68 % auf Landwirtschaft.
Zu Oron-la-Ville gehören einige Neubauquartiere sowie mehrere Einzelhöfe.

## Bevölkerung
Mit 1'438 Einwohnern (Stand 31. Dezember 2010) gehört Oron-la-Ville zu den mittelgrossen ehemaligen Gemeinden des Kantons Waadt; es ist bezüglich Einwohnerzahl die grösste ehemalige Gemeinde des Bezirks Oron. Von den Bewohnern sind 90,3 % französischsprachig, 3,2 % deutschsprachig und 2,4 % portugiesischsprachig (Stand 2000). Die Bevölkerungszahl von Oron-la-Ville belief sich 1900 auf 568 Einwohner. Im Lauf des 20. Jahrhunderts stieg die Bevölkerungszahl langsam aber kontinuierlich an; einzig während der 1980er Jahre wurde eine verstärkte Bevölkerungszunahme verzeichnet.

## Wirtschaft
Oron-la-Ville war bis Anfang des 20. Jahrhunderts ein vorwiegend durch die Landwirtschaft geprägtes Dorf. Heute haben der Ackerbau und die Viehzucht nur noch einen geringen Stellenwert in der Erwerbsstruktur der Bevölkerung.
Mit dem Anschluss an die Bahnstrecke Lausanne–Bern (1862) und der verbesserten Verkehrsanbindung entwickelte sich Oron-la-Ville zu einem regionalen Zentrum für Handel und Verarbeitung der landwirtschaftlichen Produkte aus der Umgebung. Schon seit 1733 wurden Monatsmärkte abgehalten. Die Ansiedlung von Industrie- und Gewerbebetrieben erfolgte aber erst im Lauf des 20. Jahrhunderts.
Heute sind in Oron-la-Ville Unternehmen des Baugewerbes, der Informationstechnologie, Schreinereien, eine Druckerei sowie verschiedene weitere kleine Betriebe ansässig. Als Regionalzentrum nimmt die Gemeinde ihre Funktionen als Dienstleistungszentrum für den täglichen Bedarf des Ortes und seines Umlandes wahr. Im tertiären Wirtschaftssektor sind auch weitaus die meisten Erwerbstätigen beschäftigt. Oron-la-Ville verfügt über mehrere Alters- und Pflegeheime sowie über ein Kino.
Durch den Bau vieler Einfamilienhäuser in den letzten Jahrzehnten hat sich das Dorf auch zu einer Wohngemeinde entwickelt. Zahlreiche Erwerbstätige sind deshalb Wegpendler, die vor allem in Lausanne und in Vevey arbeiten.

## Verkehr
Die ehemalige Gemeinde ist verkehrstechnisch gut erschlossen. Sie liegt an der Kreuzung der Strassen von Lausanne nach Bulle oder Romont sowie von Moudon nach Vevey.
In unmittelbarer Nähe von Oron-la-Ville, jedoch ausserhalb des Gemeindegebietes, befinden sich zwei Bahnhöfe. Der Bahnhof Oron an der Hauptlinie Lausanne-Freiburg, die am 4. September 1862 in Betrieb genommen wurde, liegt auf dem Gebiet von Oron-le-Châtel am Hang oberhalb des Dorfes. Westlich der Broye befindet sich der Bahnhof Châtillens an der am 25. August 1876 eingeweihten Nebenlinie von Moudon nach Palézieux. Für die Feinverteilung im öffentlichen Verkehr sorgen Autobuslinien von Oron-la-Ville nach Palézieux-Gare, nach Mézières, nach La Verrerie sowie nach Romont.

## Geschichte
Oron-la-Ville war bereits zur Römerzeit besiedelt, da es an der wichtigen Heerstrasse lag, welche von Aventicum (Avenches) durch das Broyetal und entlang des Ostufers des Genfersees via Octodurum (Martigny) auf den Grossen Sankt Bernhard führte. Die römische Siedlung trug den Namen Uromagus und war in verschiedenen römischen Strassenverzeichnissen aufgeführt. Uromagus stammt ursprünglich aus dem Keltischen: uro bedeutet "Rind" und magos "Feld", später dann auch "Markt". Aus der Römerzeit sind ferner die weniger bekannten Namen Viromagus und Bromago überliefert. Allerdings ist archäologisch von dieser römischen Siedlung kaum etwas bekannt; die Funde beschränken sich auf römische Säulentrommeln und einige Münzen.
Die erste schriftliche Erwähnung des Namens Oron erfolgte bereits im Jahr 515 in einer Urkunde der Abtei Saint-Maurice. Der burgundische König Sigismund schenkte damals der Abtei das Gebiet um Oron. Von 516 bis 1049 ist der Name Curtis Auronum überliefert. In der nachfolgenden Zeitepoche schien ein Teil der Güter wieder an Burgund zurückgegangen zu sein, denn König Rudolf III. von Burgund überliess 1017 einen Grossteil seines Besitzes im Gebiet Oron wiederum der Abtei Saint-Maurice.
Aus den Besitztümern der Abtei entwickelte sich im 12. Jahrhundert die Herrschaft Oron, zu der durch Heiraten auch die heute freiburgischen Gebiete um Attalens und Bossonnens sowie ein Teil von Vevey kamen. Mittelpunkt der Herrschaft war das Schloss Oron, das heute in Oron-le-Châtel liegt. Im 13. Jahrhundert erhielten die Herren von Oron das Gebiet als Lehen von Peter von Savoyen. Während dieses Jahrhunderts erlebte die Herrschaft Oron eine Blütezeit; die Mitglieder der Familie besetzten einflussreiche Posten im Waadtland. Als das Geschlecht der Herren von Oron 1388 erlosch, ging die Herrschaft als Erbe an die Grafen von Greyerz.
Mit der Eroberung der Waadt durch Bern im Jahr 1536 verblieb Oron zunächst bei der Grafschaft Greyerz, kam aber unter die Lehnsherrschaft von Bern. Die Reformation wurde 1539 in Oron-la-Ville eingeführt. Durch Kauf gelangte das ehemalige Herrschaftsgebiet Oron 1555 an Bern, das 1557 die Vogtei Oron einrichtete. Diese umfasste nur den östlichen Teil des heutigen Bezirks Oron entlang des Oberlaufs der Broye sowie als Exklave die Gemeinde Peney-le-Jorat, während die Dörfer im Einzugsgebiet von Bressonne und Carrouge zur Landvogtei Moudon gehörten. Unter seiner direkten Herrschaft setzte Bern von 1557 bis 1798 43 Vögte in Oron ein. Noch bis Mitte des 17. Jahrhunderts besass der Abt von Saint-Maurice Rechte an Oron. Diese wurden am 7. August 1671 im sogenannten Echange d’Oron gegen Herrschaftsrechte im Wallis mit Bern ausgetauscht.
Nach dem Zusammenbruch des Ancien Régime gehörte Oron-la-Ville von 1798 bis 1803 während der Helvetik zum Kanton Léman, der anschliessend mit der Inkraftsetzung der Mediationsverfassung im Kanton Waadt aufging. Es wurde Hauptort des Bezirks Oron, zu dem nun auch die Gemeinden auf der Ostabdachung des Jorat kamen.

## Persönlichkeiten
- Samuel Dumas (1881–1938), Versicherungsmathematiker

## Sehenswürdigkeiten
Die reformierte Pfarrkirche von Oron-la-Ville wurde 1678 nach Plänen von Abraham Dünz an der Stelle einer mittelalterlichen Kapelle erbaut. Sie besitzt – wie das vom gleichen Architekten erbaute Vorbild in Chêne-Pâquier – einen ovalen Grundriss. Das Hôtel de Ville (Rathaus) stammt von 1733. Das Schloss Oron befindet sich auf dem Gemeindegebiet von Oron-le-Châtel.

## Bilder

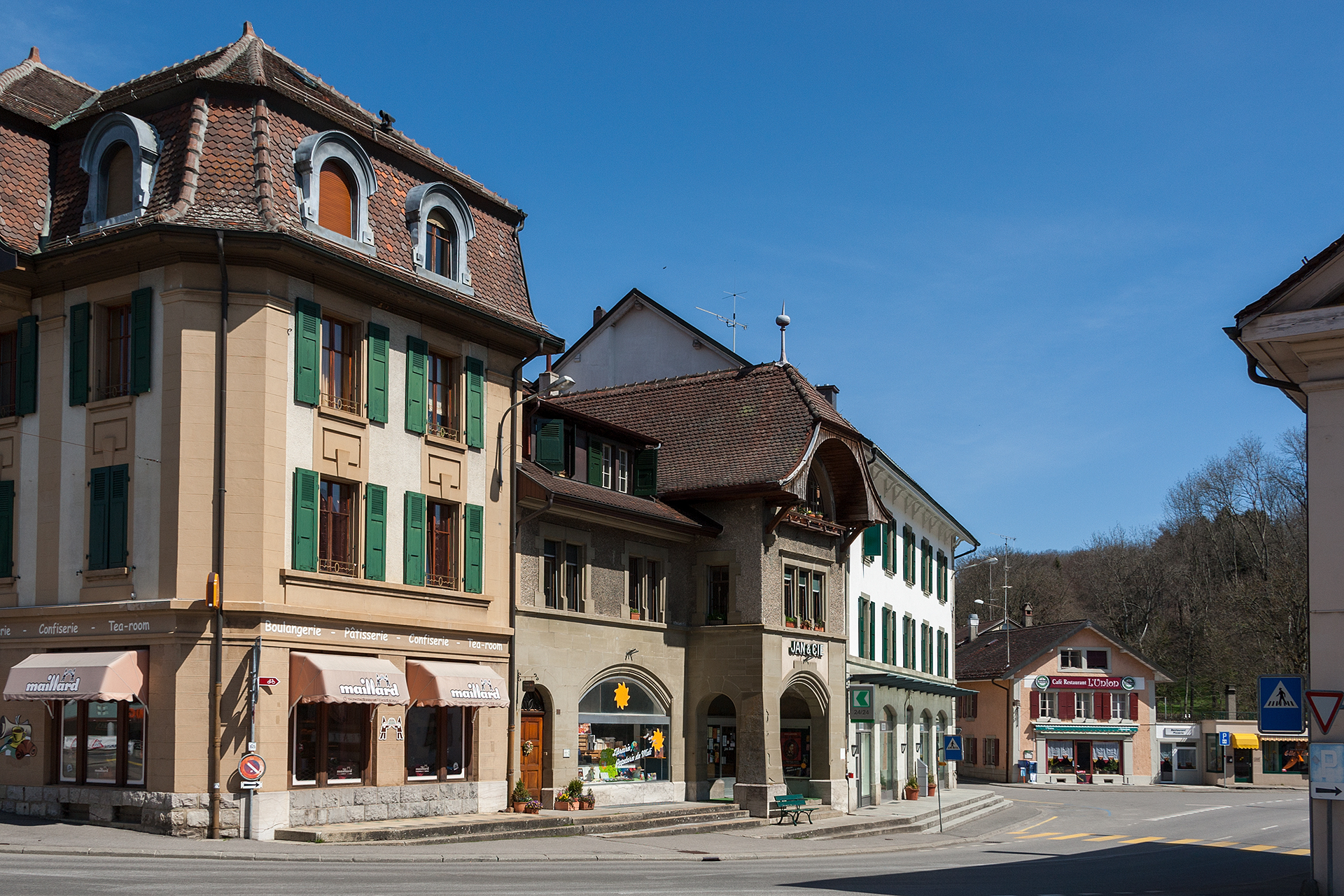
Le Bourg
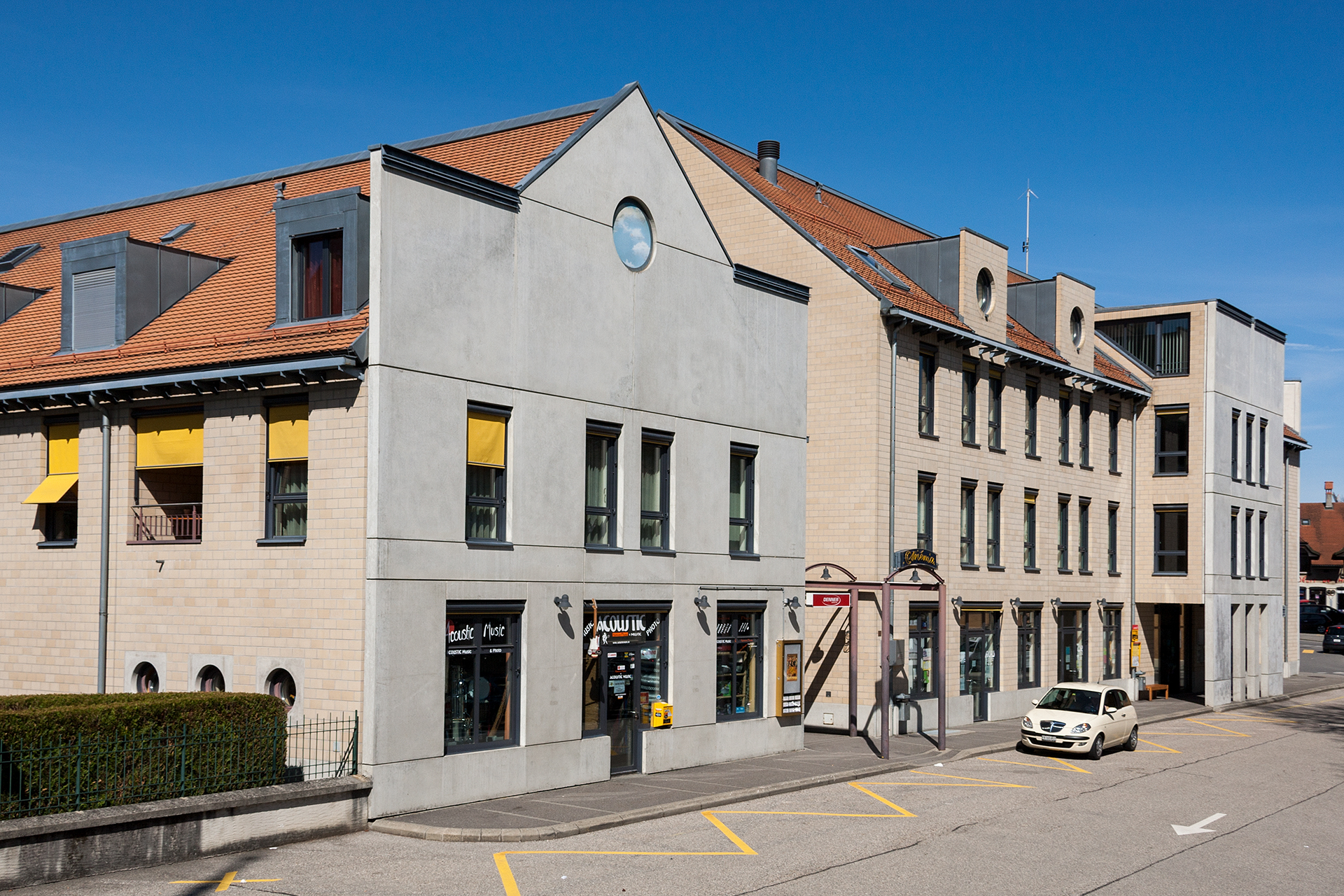
Le Bourg
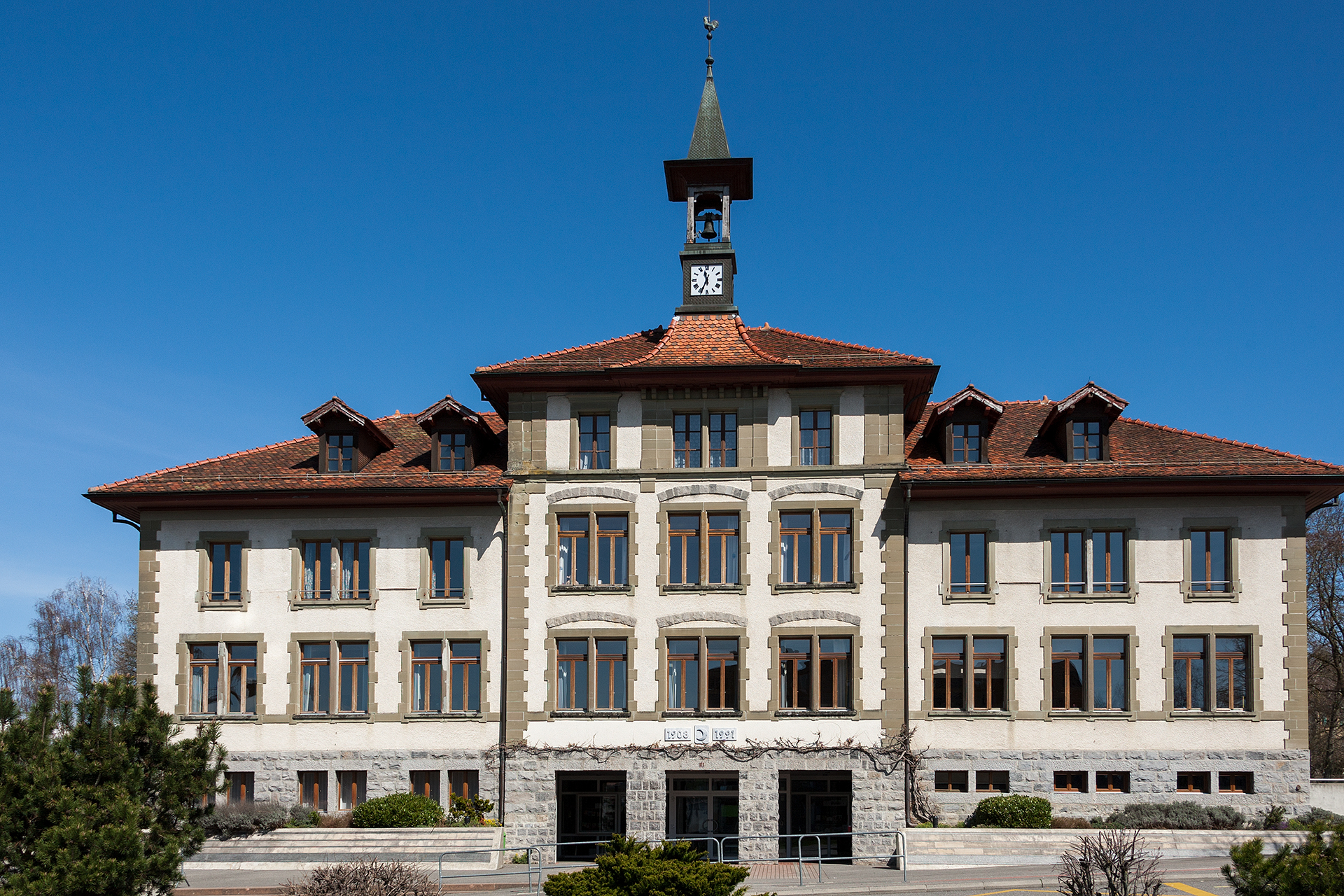
Schulhaus
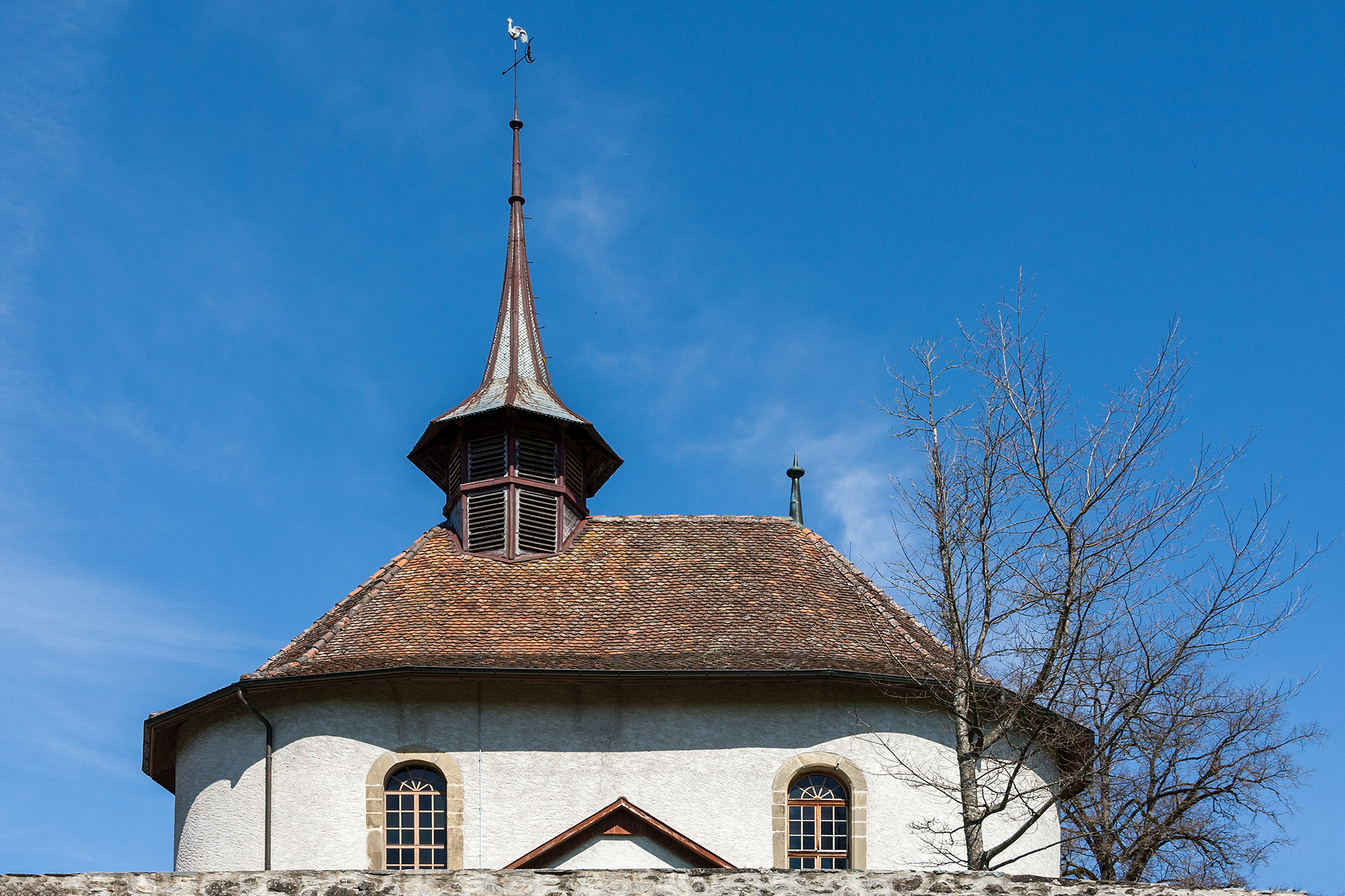
Reformierte Kirche
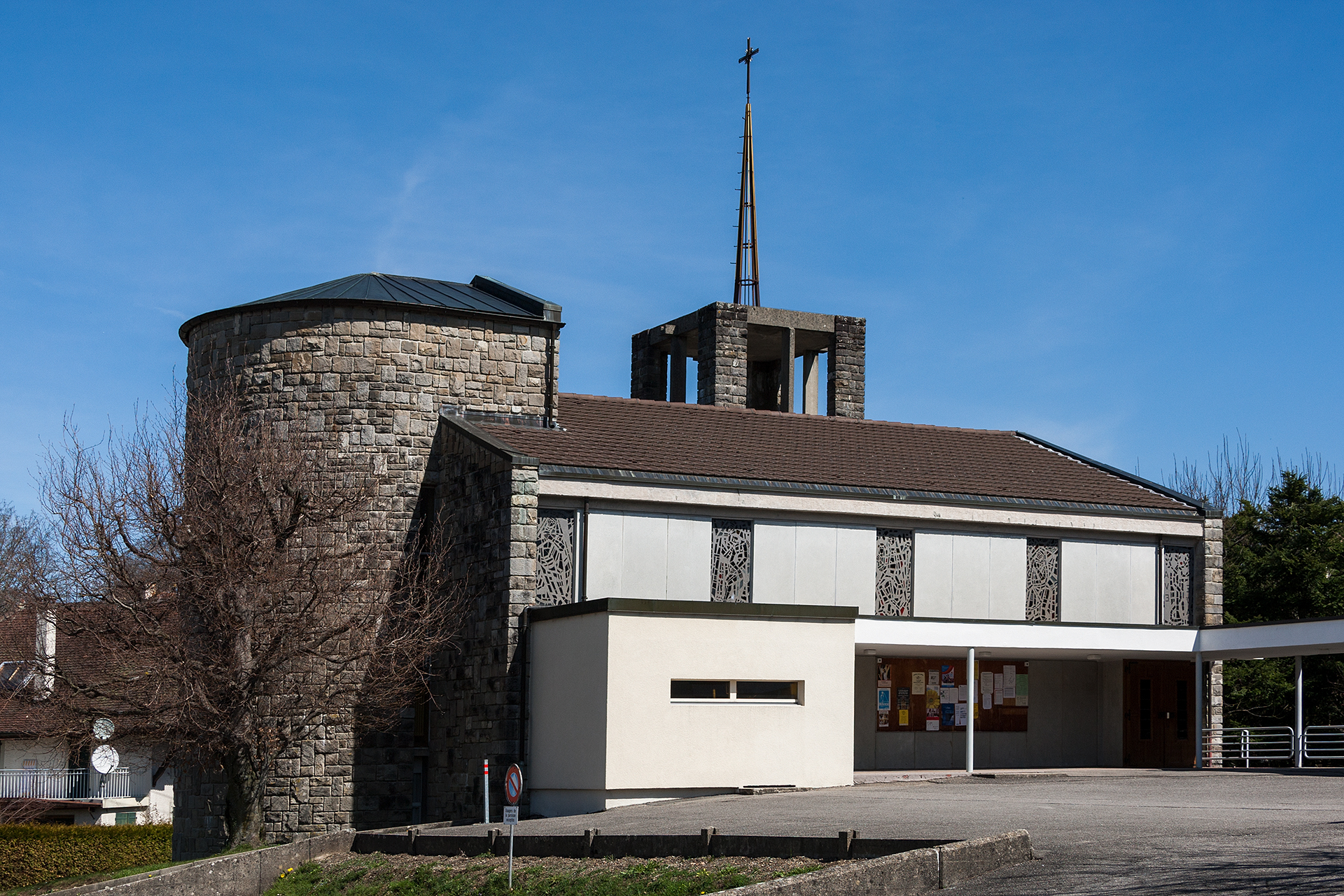
Katholische Kirche